# Saint-Clair-sur-Epte
Pour les articles homonymes, voir Saint-Clair et Epte (homonymie).
Saint-Clair-sur-Epte est une commune française située dans le département du Val-d'Oise en région Île-de-France. Ses habitants sont les Saint-Clairois.
Elle a donné son nom au traité de Saint-Clair-sur-Epte de 911 entre le roi des Francs Charles III et le chef normand Rollon, permettant l'établissement du futur duché de Normandie.

## Géographie

### Description
Saint-Clair-sur-Epte est un bourg périurbain du Vexin français situé dans la vallée de l'Epte, situé aux confins nord-ouest du Val-d'Oise, limitrophe avec les départements de l'Eure à l'ouest et de l'Oise au nord ; il s'agit d'ailleurs de la commune la plus septentrionale de la région Île-de-France, située à 62 kilomètres du centre de Paris, 12 km au sud-ouest de Gisors, 50 km au sud-est de Rouen et 23 km au nord de Mantes-la-Jolie.
Saint-Clair-sur-Epte fait partie du parc naturel régional du Vexin français.

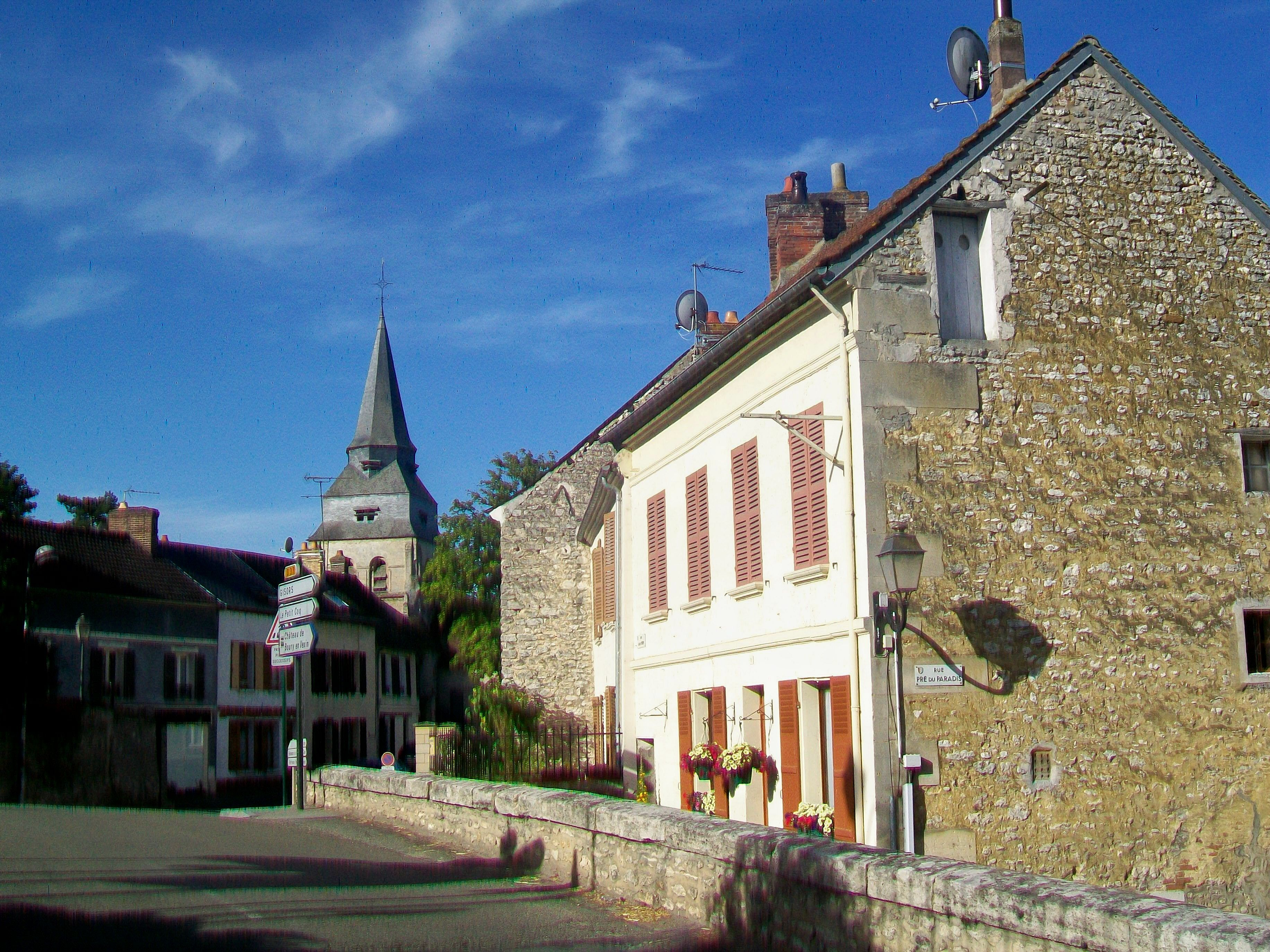
Ambiance de la commune : l'Hermitage, vue vers l'église.

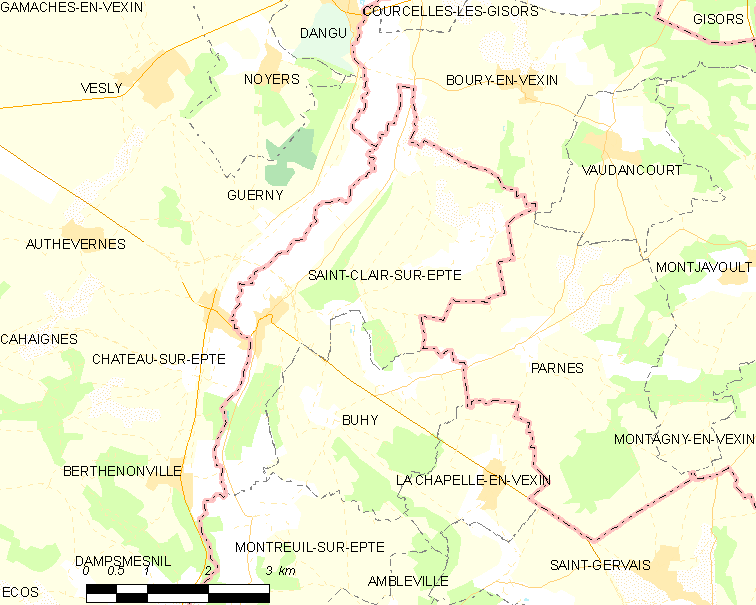
Carte de la commune.
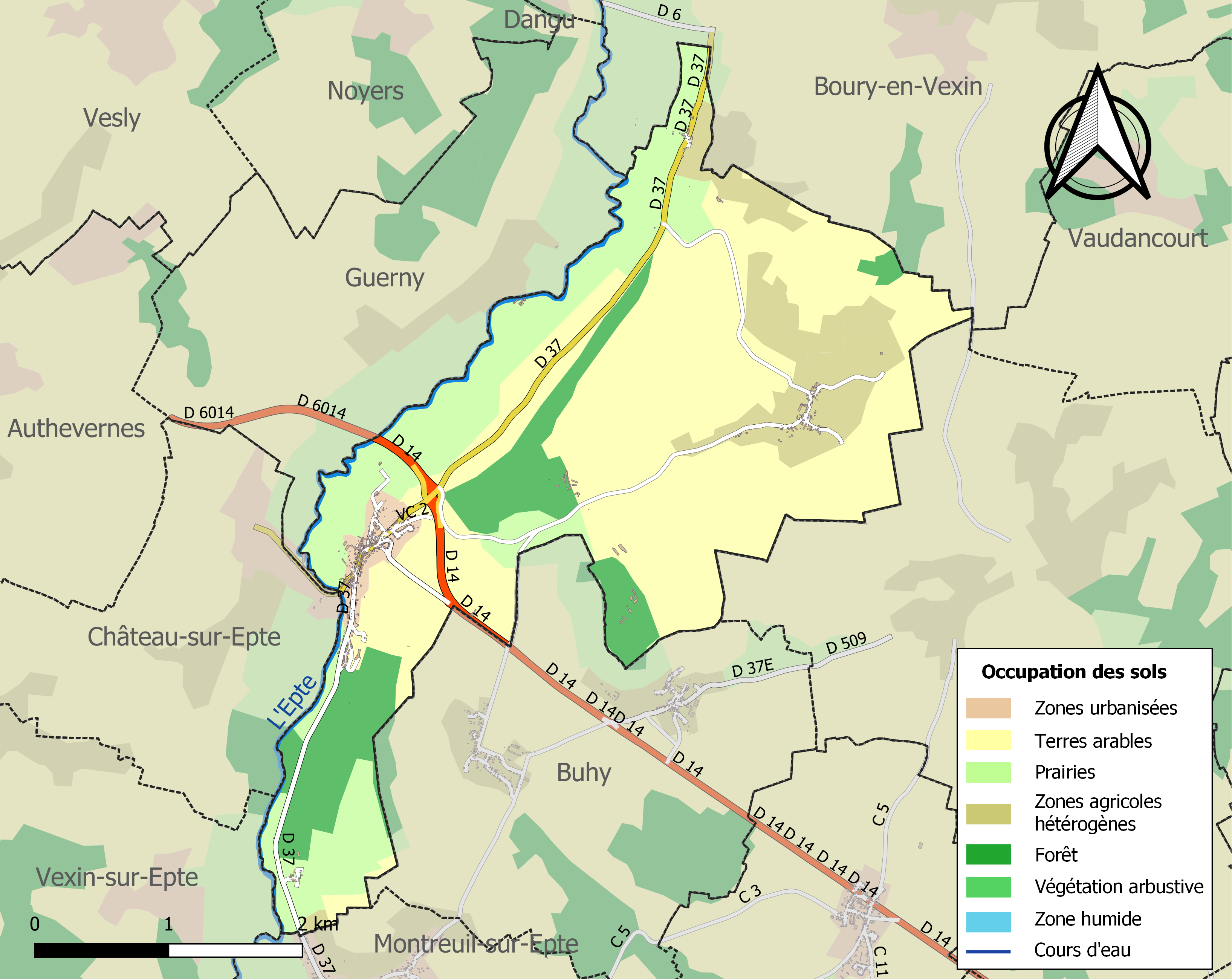
Occupation des sols.

### Communes limitrophes
La commune est limitrophe de : Buhy et Montreuil-sur-Epte dans le Val-d'Oise ; Boury-en-Vexin et Parnes dans l'Oise ; Berthenonville, Château-sur-Epte et Guerny dans l'Eure.
| Guerny (Eure)           | Boury-en-Vexin (Oise) | Parnes (Oise) |
| Château-sur-Epte (Eure) | Saint-Clair-sur-Epte  | Buhy          |
| Vexin-sur-Epte (Eure)   | Montreuil-sur-Epte    |               |

### Hydrographie

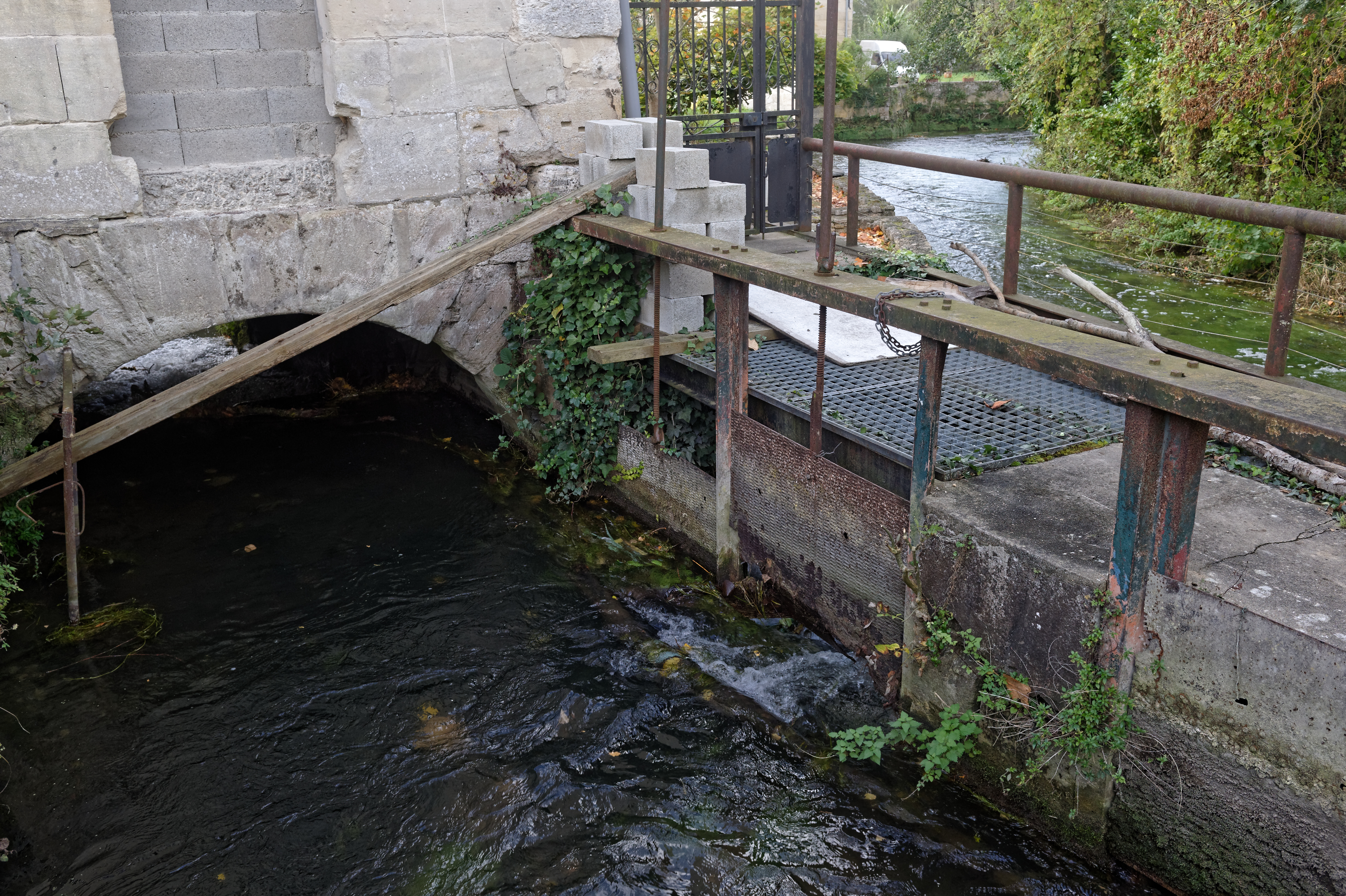
Le moulin sur l'Epte.

L'Epte, comme le nom de la commune l'indique, y coule ; le milieu de son lit principal marque la limite entre l'ancienne province de Normandie, l'actuelle région Normandie, et l'ancien domaine royal, l’Île-de-France. Le ruisseau le Cudron draine également la commune et y conflue dans l'Epte.
L'Epte, bordée de zones humides et marécageuses par endroit, est un affluent de la Seine.

### Environnement et risques naturels
La présence d'un centre de stockage souterrain de gaz naturel sur son territoire classe la commune à risque majeur d'explosion ou d'incendie selon la directive Seveso, c'est-à-dire à risque élevé d'accident technologique,.

### Climat
Pour des articles plus généraux, voir Climat de l'Île-de-France et Climat du Val-d'Oise.
En 2010, le climat de la commune est de type climat océanique dégradé des plaines du Centre et du Nord, selon une étude du CNRS s'appuyant sur une série de données couvrant la période 1971-2000. En 2020, Météo-France publie une typologie des climats de la France métropolitaine dans laquelle la commune est exposée à un climat océanique et est dans la région climatique Sud-ouest du bassin Parisien, caractérisée par une faible pluviométrie, notamment au printemps (120 à 150 mm) et un hiver froid (3,5 °C).
Pour la période 1971-2000, la température annuelle moyenne est de 10,9 °C, avec une amplitude thermique annuelle de 14,4 °C. Le cumul annuel moyen de précipitations est de 691 mm, avec 11,1 jours de précipitations en janvier et 7,5 jours en juillet. Pour la période 1991-2020, la température moyenne annuelle observée sur la station météorologique la plus proche, située sur la commune d'Étrépagny à 12 km à vol d'oiseau, est de 11,3 °C et le cumul annuel moyen de précipitations est de 774,0 mm,. Pour l'avenir, les paramètres climatiques de la commune estimés pour 2050 selon différents scénarios d'émission de gaz à effet de serre sont consultables sur un site dédié publié par Météo-France en novembre 2022.

## Urbanisme

### Typologie
Au 1er janvier 2024, Saint-Clair-sur-Epte est catégorisée bourg rural, selon la nouvelle grille communale de densité à sept niveaux définie par l'Insee en 2022. Elle est située hors unité urbaine. Par ailleurs la commune fait partie de l'aire d'attraction de Paris, dont elle est une commune de la couronne,. Cette aire regroupe 1 929 communes,.

### Voies de communication et transports
Saint-Clair-sur-Epte est desservie par l'ancienne route nationale 14 (actuelle RD 14), dont la déviation ouverte en 2001 permet de contourner le centre du bourg.

### Lieux-dits, hameaux et écarts
Saint-Clair possède quatre hameaux et écarts : Beaujardin, à l'extrémité nord et se résumant à une poignée de propriétés ; Breuil, petit village à près de 4 km au nord-est du bourg ; le Héloy, à mi-distance entre les deux, consistant du domaine du château du même nom ; et le Fayel, tout au sud près de Montreuil-sur-Epte, se résumant également à une poignée de maisons plus un manoir.

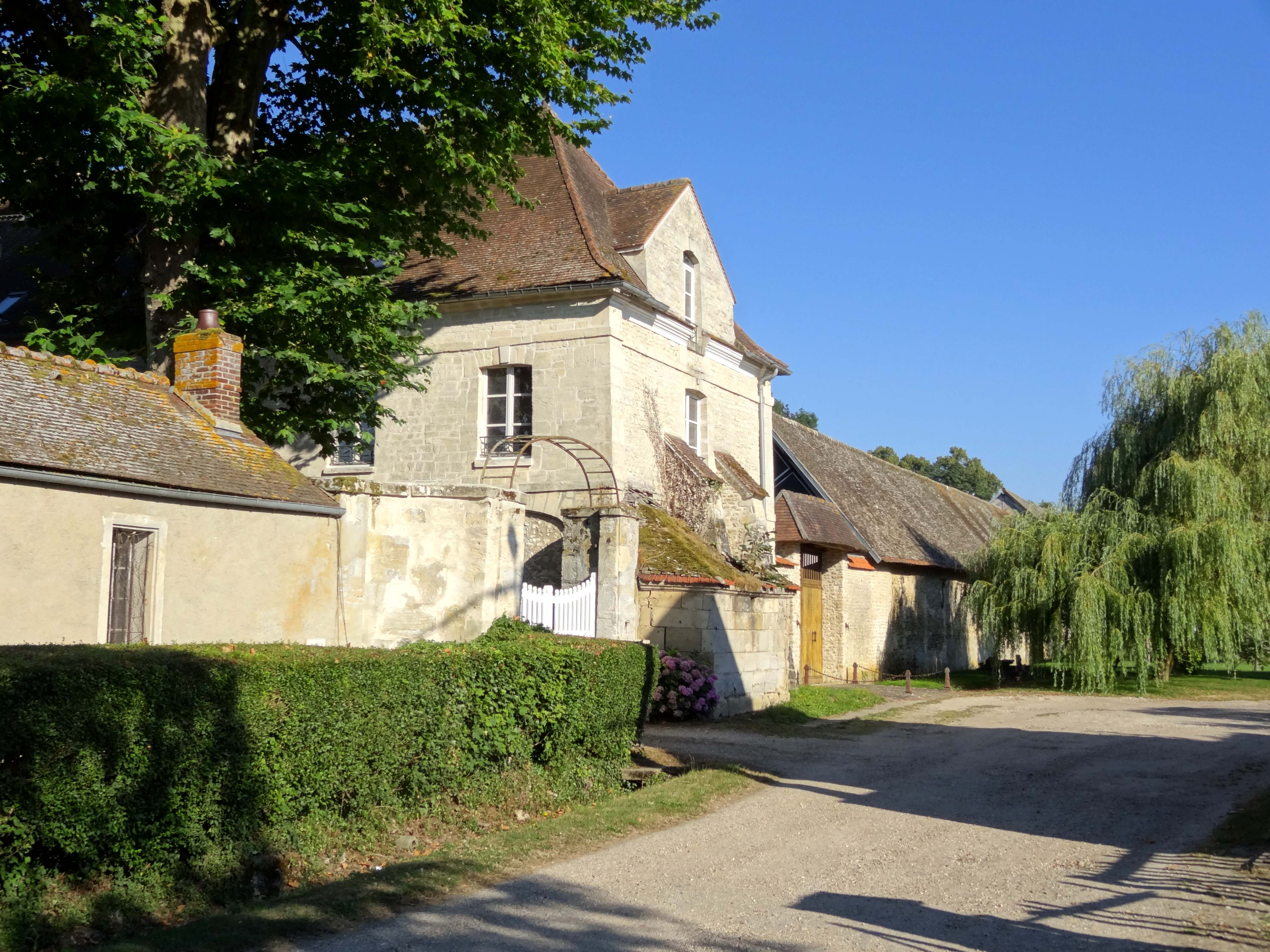
Le hameau du Héloy.
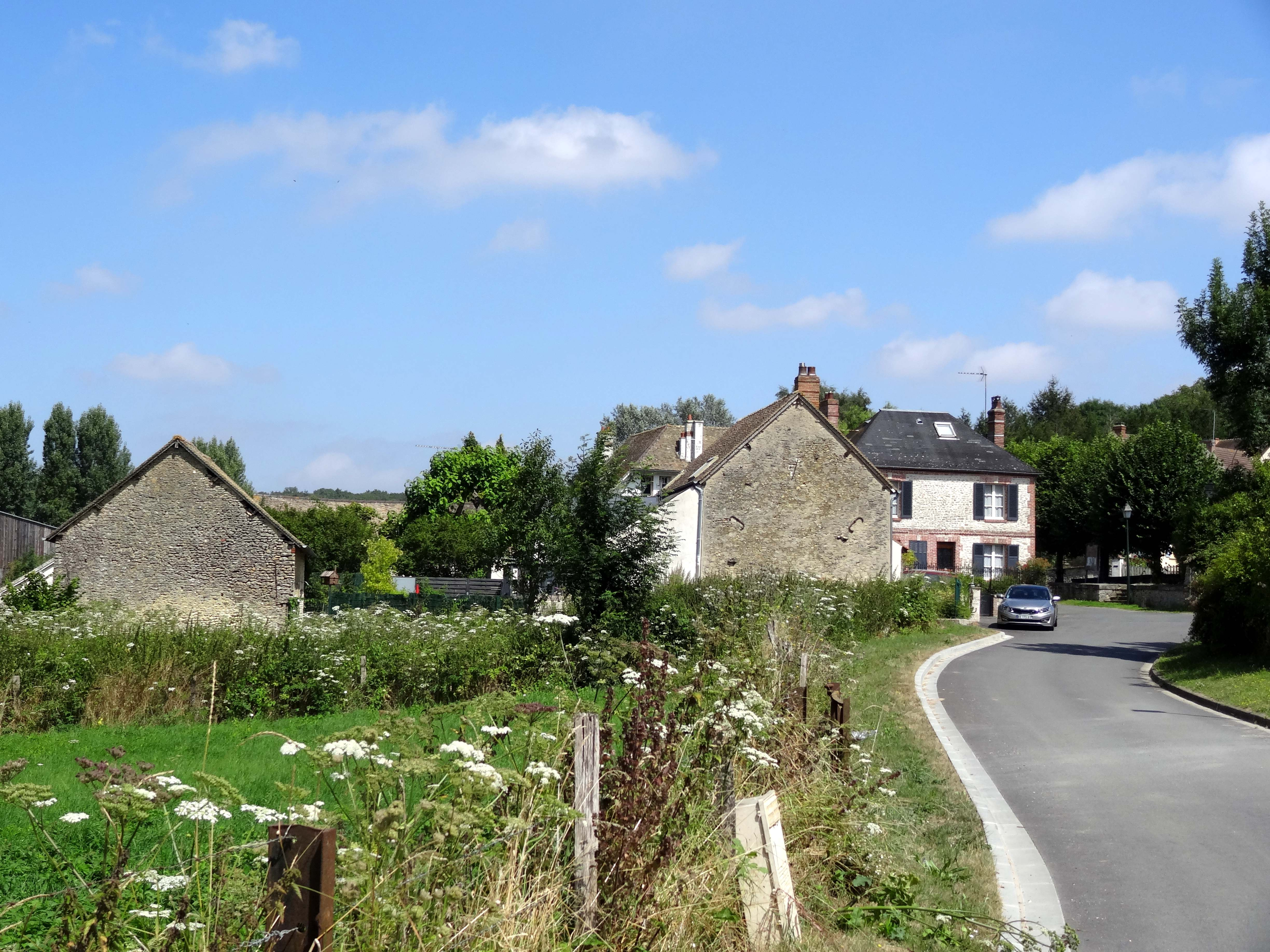
Le hameau du Breuil.
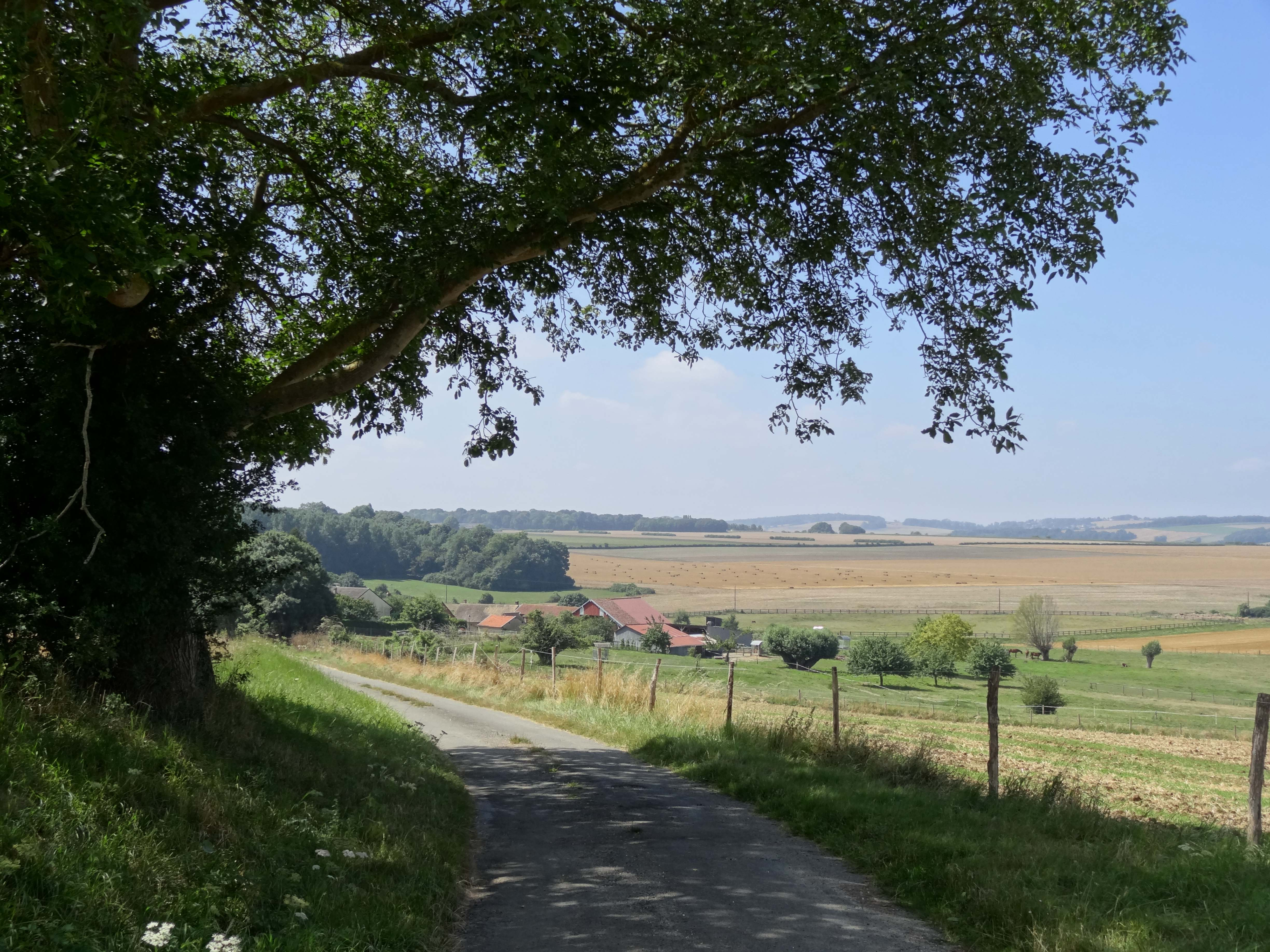
Le hameau de Breuil dans le paysage.

### Habitat et logement
En 2019, le nombre total de logements dans la commune était de 409, alors qu'il était de 391 en 2014 et de 350 en 2009.
Parmi ces logements, 79 % étaient des résidences principales, 10 % des résidences secondaires et 11 % des logements vacants. Ces logements étaient pour 80,9 % d'entre eux des maisons individuelles et pour 18,7 % des appartements.
Le tableau ci-dessous présente la typologie des logements à Saint-Clair-sur-Epte en 2019 en comparaison avec celle du Val-d'Oise et de la France entière. Une caractéristique marquante du parc de logements est ainsi une proportion de résidences secondaires et logements occasionnels (10 %) supérieure à celle du département (1,3 %) et à celle de la France entière (9,7 %). Concernant le statut d'occupation de ces logements, 64,6 % des habitants de la commune sont propriétaires de leur logement (60,6 % en 2014), contre 55,9 % pour le Val-d'Oise et 57,5 pour la France entière.
| Typologie                                               | Saint-Clair-sur-Epte | Val-d'Oise | France entière |
| ------------------------------------------------------- | -------------------- | ---------- | -------------- |
| Résidences principales (en %)                           | 79                   | 92,6       | 82,1           |
| Résidences secondaires et logements occasionnels (en %) | 10                   | 1,3        | 9,7            |
| Logements vacants (en %)                                | 11                   | 6          | 8,2            |

## Toponymie
Attestée sous les formes Sanctus Clarus vers 1153, Sanctus Clarus super Etham.
L'attribution de Vulcassum à Saint-Clair-sur-Epte n'est pas sûre d'autant que ce toponyme est atypique. Par contre, certains chercheurs l'identifient à Petromantalum, nom mentionné sur la table de Peutinger, terme gaulois signifiant « carrefour » (de petru, quatre et mantal, rue, route), (« quatre routes »), que l'on retrouve dans Pierremande.
Saint-Clair-sur-Epte doit son nom à Clair du Beauvaisis, moine anglais originaire du Kent, né en 845 à Olchestria (actuelle Rochester), et qui aurait été décapité dans le village le 4 novembre 884.
Situé sur la rive gauche de l'Epte, à l’emplacement du gué de l’antique chaussée Jules César de Paris à Rouen, le village de Saint Clair était un poste frontière entre la Normandie et l'Île-de-France.

## Histoire

### Préhistoire
L'existence de l'allée couverte du Fayel, située à 134 m d'altitude sur la rive gauche de l'Epte, atteste d'une présence humaine sur le territoire de la commune dès le Néolithique.
Mi-allée couverte, mi-hypogée, l'édifice mesure 17 m de longueur pour 2,50 m de largeur.

### Antiquité
Des groupements d'habitations existent à Saint-Clair-sur-Epte lors de la conquête des Gaules par Jules César, tout comme à Alges, à Gournay-en-Bray, à Ferrières, à Dampierre-en-Bray, à Elbeuf-en-Bray, à Avesnes-en-Bray, à Neuf-Marché…
Une agglomération gallo-romaine se crée au carrefour de la voie romaine de Lutèce (Paris) à Rotomagus (Rouen) et de la voie romaine vers Caesaromagus (Beauvais). Elle portait le nom de Petromantalum (Petrum Viaco, sur la table de Peutinger) ; c'était un vicus, c'est-à-dire une agglomération secondaire qui commandait le franchissement de l'Epte. Le nom Petromantalum de formation latino-celte signifiant carrefour. En 286, Nicaise, fondateur de l'évêché de Rouen, et évangélisateur du Vexin, y sera martyrisé.
Des fouilles effectuées dans le lit de l'Epte aux abords du passage de la chaussée romaine n'ont pas permis de trouver de vestiges de pont ni de gué. Les plongeurs ont recueilli des tessons de céramique antiques.

### Moyen Âge

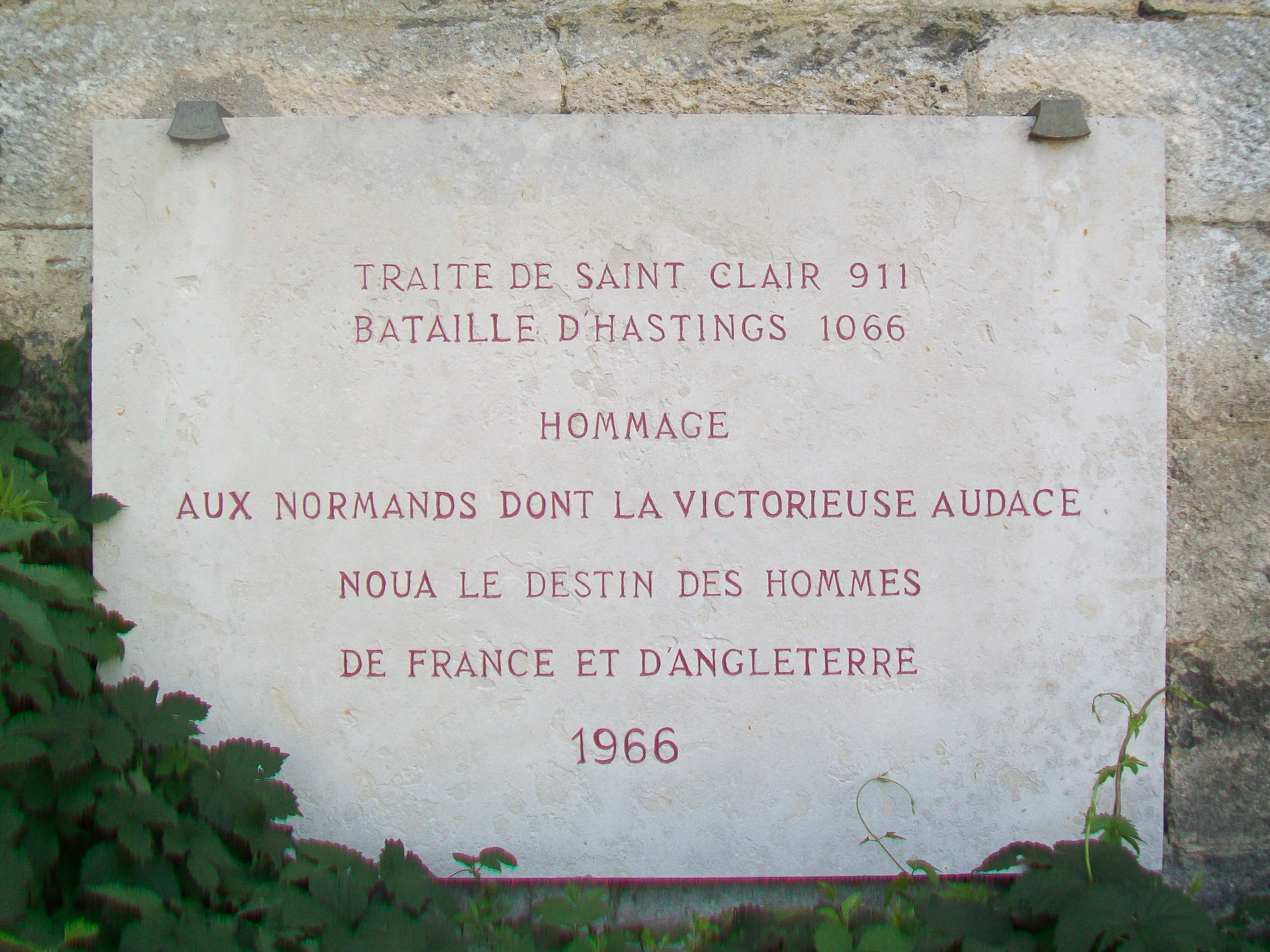
Plaque commémorative du Traité de Saint-Clair-sur-Epte.

Établi sur l'Epte à hauteur du gué de la chaussée Jules César, le village subit à partir de 820 les invasions vikings.
En 911, le traité de Saint-Clair-sur-Epte y est conclu entre le roi des Francs Charles III le Simple et le chef viking Rollon en présence de l’archevêque de Rouen (lui même et ses successeurs porteront le titre de Primat de Normandie). Le traité octroie à Rollon les territoires entre l'Epte et la mer, soit toute la Neustrie à l'exception des diocèses de Coutances et d'Avranches, ce qui deviendra plus tard le duché de Normandie et dont la ville de Rouen sera la capitale, en échange de l'arrêt des pillages.
Ce traité a donc divisé le plateau du Vexin en deux parties : le Vexin normand et le Vexin français. Le village devient alors un poste frontière entre la Normandie et l'Île-de-France ; organisé selon la structure d'un village-rue, il vit essentiellement du trafic sur la route de Paris à Rouen, et d'un pèlerinage à saint Clair.

### Époque contemporaine

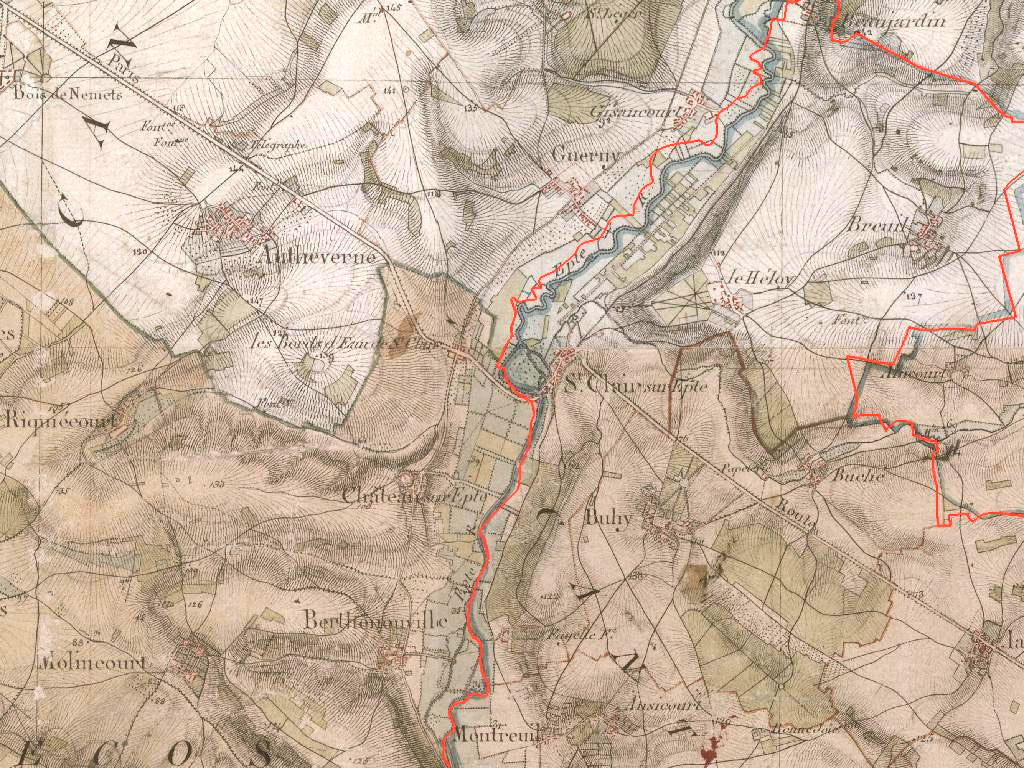
Carte d'état-major, vers 1870.

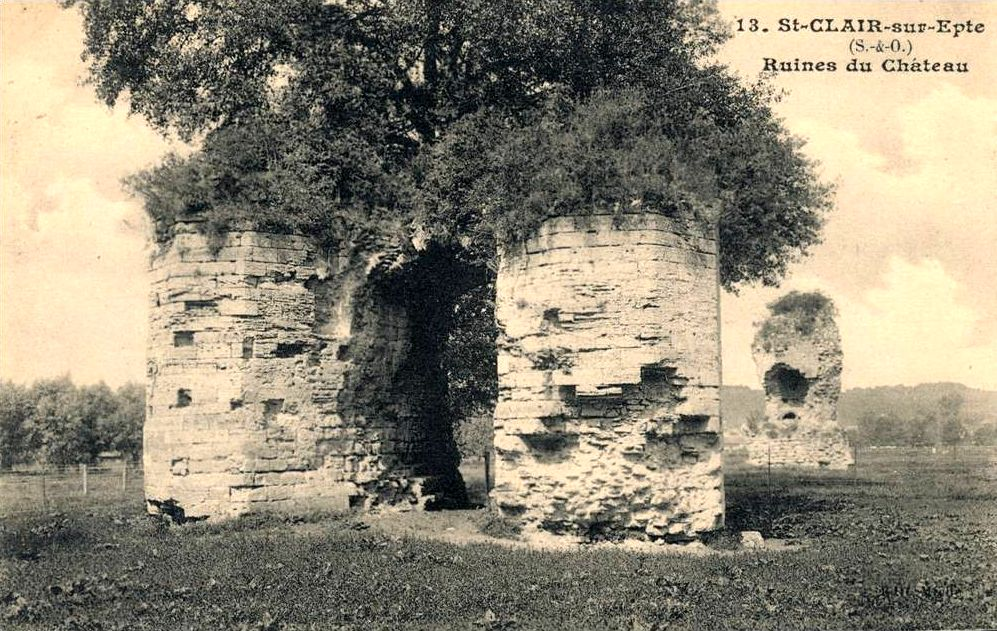
Ruines du château-fort au début du XXe siècle.

Ayant subi de plein fouet le développement du chemin de fer au milieu du XIXe siècle, le village voit alors sa population décliner. En 1846, la commune avait 637 habitants soit à peu près le même nombre qu'en 1800. Dans la seconde moitié du XIXe siècle et jusqu'au milieu des années 1970, la population déclina jusqu'à 479 habitants. Depuis lors, la commune connaît une croissance régulière du nombre de ses habitants.
L'économie de la commune reposait jusqu'au milieu du XXe siècle essentiellement de l'élevage, grâce à l'extension des prairies permise par l'assèchement des marais entrepris en 1843[réf. nécessaire].

## Politique et administration

### Rattachements administratifs et électoraux

#### Rattachements administratifs
Antérieurement à la loi du 10 juillet 1964, la commune faisait partie du département de Seine-et-Oise. La réorganisation de la région parisienne en 1964 fit que la commune appartient désormais au département du Val-d'Oise et à son arrondissement de Pontoise après un transfert administratif effectif au 1er janvier 1968.
Elle faisait partie depuis 1793 du canton de Magny-en-Vexin de Seine-et-Oise puis du Val-d'Oise. Lors de la mise en place du Val-d'Oise, la ville intègre le canton de Vigny . Dans le cadre du redécoupage cantonal de 2014 en France, cette circonscription administrative territoriale a disparu, et le canton n'est plus qu'une circonscription électorale.

#### Rattachements électoraux
Pour les élections départementales, la commune est membre depuis 2014 du canton de Vauréal
Pour l'élection des députés, elle fait partie de la première circonscription du Val-d'Oise.

### Intercommunalité
Saint-Clair-sur-Epte est membre depuis 2013  de la communauté de communes Vexin - Val de Seine, un établissement public de coopération intercommunale (EPCI) à fiscalité propre créé en 2005 et auquel la commune avait transféré un certain nombre de ses compétences, dans les conditions déterminées par le code général des collectivités territoriales.

### Liste des maires
| Période                                  | Période         | Identité                 | Étiquette | Qualité                                              |
| ---------------------------------------- | --------------- | ------------------------ | --------- | ---------------------------------------------------- |
| Les données manquantes sont à compléter. |                 |                          |           |                                                      |
| mai 1925                                 |                 | Jules Alexandre Leroux   |           |                                                      |
|                                          |                 |                          |           |                                                      |
| avant 1988                               | août 2003       | Pierre Destouches        | DVG       | Conseil municipal dissous par décret pour mésentente |
| septembre 2003                           | 22 juillet 2013 | Nathalie Guérin (Forest) | DVD       | Démissionnaire                                       |
| 22 juillet 2013                          | 2014            | Marc Mathey              |           |                                                      |
| 2014                                     | En cours        | Christophe Depont        |           | Réélu pour le mandat 2020-2026                       |

## Population et société

### Démographie
L'évolution du nombre d'habitants est connue à travers les recensements de la population effectués dans la commune depuis 1793. Pour les communes de moins de 10 000 habitants, une enquête de recensement portant sur toute la population est réalisée tous les cinq ans, les populations de référence des années intermédiaires étant quant à elles estimées par interpolation ou extrapolation. Pour la commune, le premier recensement exhaustif entrant dans le cadre du nouveau dispositif a été réalisé en 2006.

En 2022, la commune comptait 979 habitants, en évolution de −0,71 % par rapport à 2016 (Val-d'Oise : +4 %, France hors Mayotte : +2,11 %).
| 1793 | 1800 | 1806 | 1821 | 1831 | 1836 | 1841 | 1846 | 1851 |
| ---- | ---- | ---- | ---- | ---- | ---- | ---- | ---- | ---- |
| 589  | 634  | 599  | 609  | 600  | 607  | 627  | 637  | 571  |

| 1856 | 1861 | 1866 | 1872 | 1876 | 1881 | 1886 | 1891 | 1896 |
| ---- | ---- | ---- | ---- | ---- | ---- | ---- | ---- | ---- |
| 539  | 513  | 550  | 545  | 546  | 537  | 593  | 558  | 548  |

| 1901 | 1906 | 1911 | 1921 | 1926 | 1931 | 1936 | 1946 | 1954 |
| ---- | ---- | ---- | ---- | ---- | ---- | ---- | ---- | ---- |
| 569  | 569  | 546  | 520  | 542  | 539  | 563  | 514  | 512  |

| 1962 | 1968 | 1975 | 1982 | 1990 | 1999 | 2006 | 2011 | 2016 |
| ---- | ---- | ---- | ---- | ---- | ---- | ---- | ---- | ---- |
| 521  | 495  | 479  | 601  | 782  | 801  | 869  | 958  | 986  |

| 2021 | 2022 | - | - | - | - | - | - | - |
| ---- | ---- | - | - | - | - | - | - | - |
| 986  | 979  | - | - | - | - | - | - | - |

### Équipements et services publics
La commune dispose d’une école et d’un centre de loisirs.
En 2018, Saint-Clair-sur-Epte compte quatre commerces : un bar tabac, une épicerie, une agence postale communale et une boucherie-charcuterie, propriété de la commune qui cherchait un repreneur.

## Culture locale et patrimoine

### Lieux et monuments
- Église Notre-Dame, classée monument historique en  1938[40]

L'église, de plan cruciforme avec des bas-côtés inégaux, n'est pas régulièrement orientée : le chevet donne sur le nord-est et la façade occidentale sur le sud-ouest. Comme la façade latérale de la nef côté sud-est, elle donne sur le domaine de l'ancien prieuré et n'est pas visible par le public.
L'important diamètre du clocher carré rend la silhouette de l'église particulière. La fondation de l'église, due aux bénédictins du prieuré voisin, remonte au XIe siècle. De la première église romane subsiste le chœur voûté en cul-de-four, éclairé par trois petites baies en cintre brisé. La façade occidentale est également romane, mais un peu plus récente. Avec cette exception, la nef est reconstruite après avoir été incendiée par les Anglais en 1180. Elle reflète le style gothique primitif, avec ses fenêtres ogivales simples entourées de tores, ses cordons en dents de scie et sa corniche beauvaisine. Le transept, terminé par des pignons à ses deux extrémités, possède des baies au remplage flamboyant, partiellement bouchées ; elles sont en tiers-point au sud et de plein cintre au nord. Le bas-côté sud, plus large que son homologue au nord, est ajouté au XVe siècle pour faire face à l'afflux des pèlerins venant contempler les reliques de Clair du Beauvaisis. Il est de pur style flamboyant.
À l'intérieur, le retable du XVIIIe siècle provient de l'ancienne chapelle de l'École normale de Versailles. Des sarcophages mérovingiens ont été mis au jour lors de fouilles dans l'église,,.

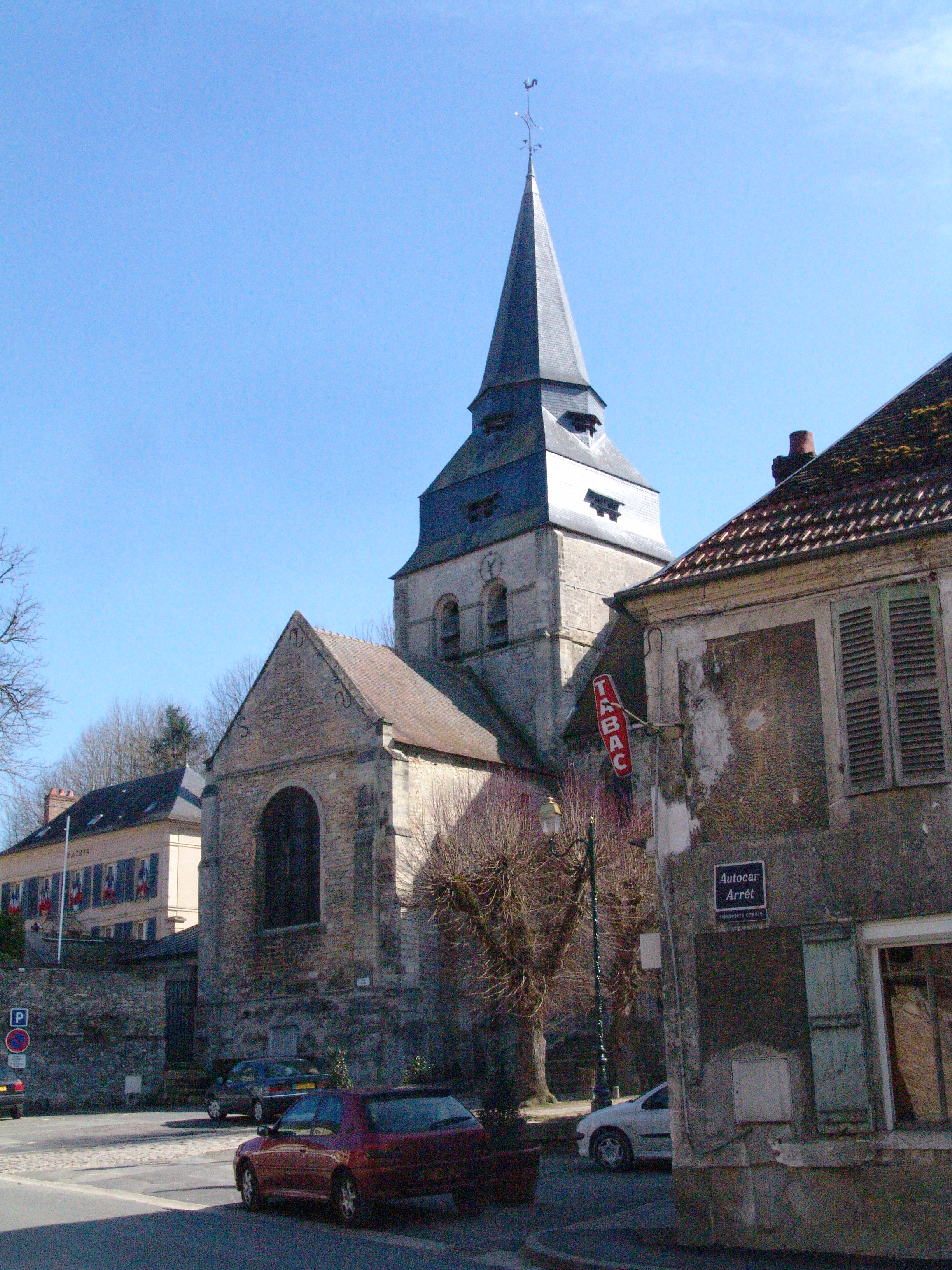
Vue sur l'église depuis l'ouest.
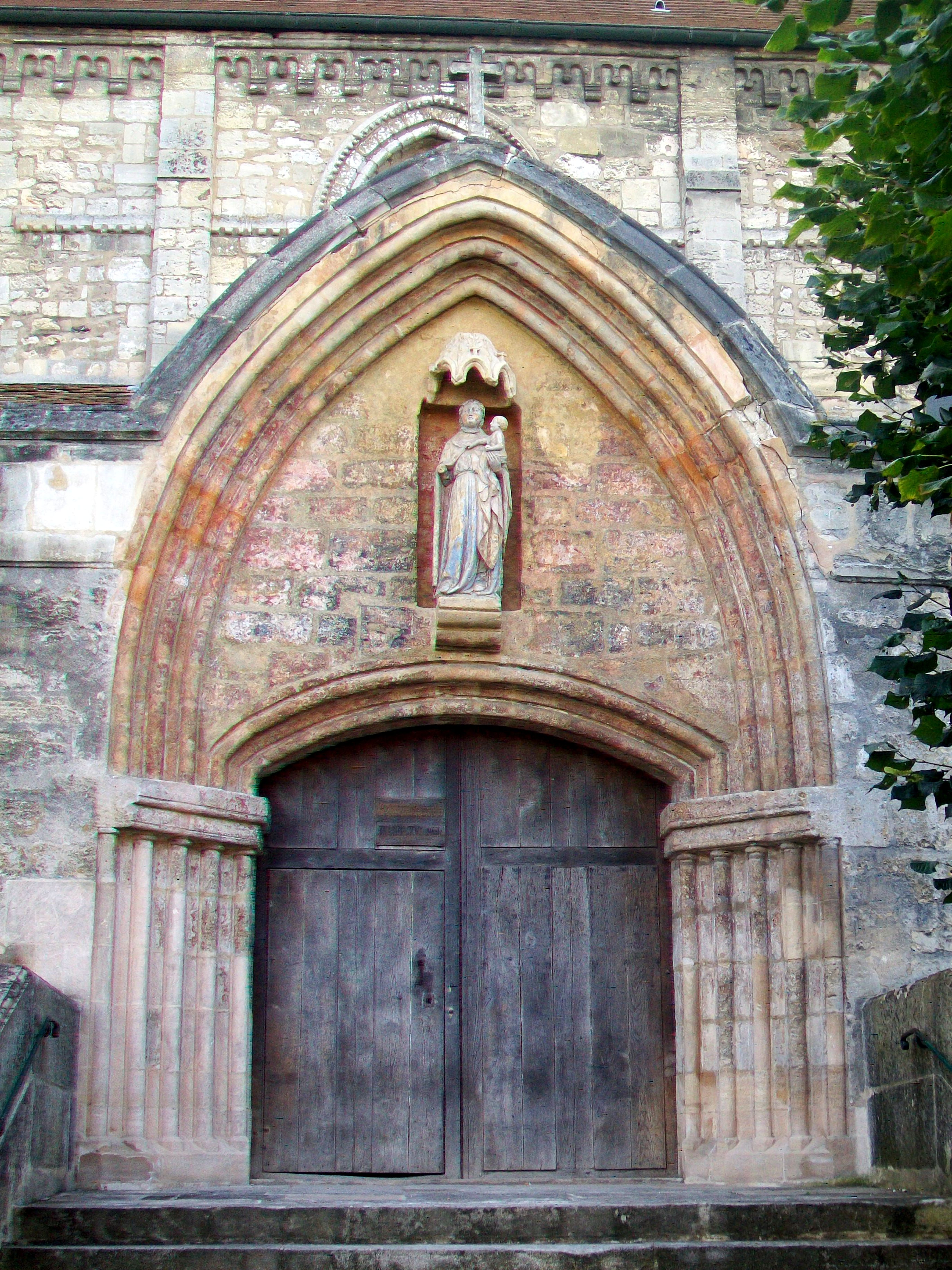
Portail de l'église.
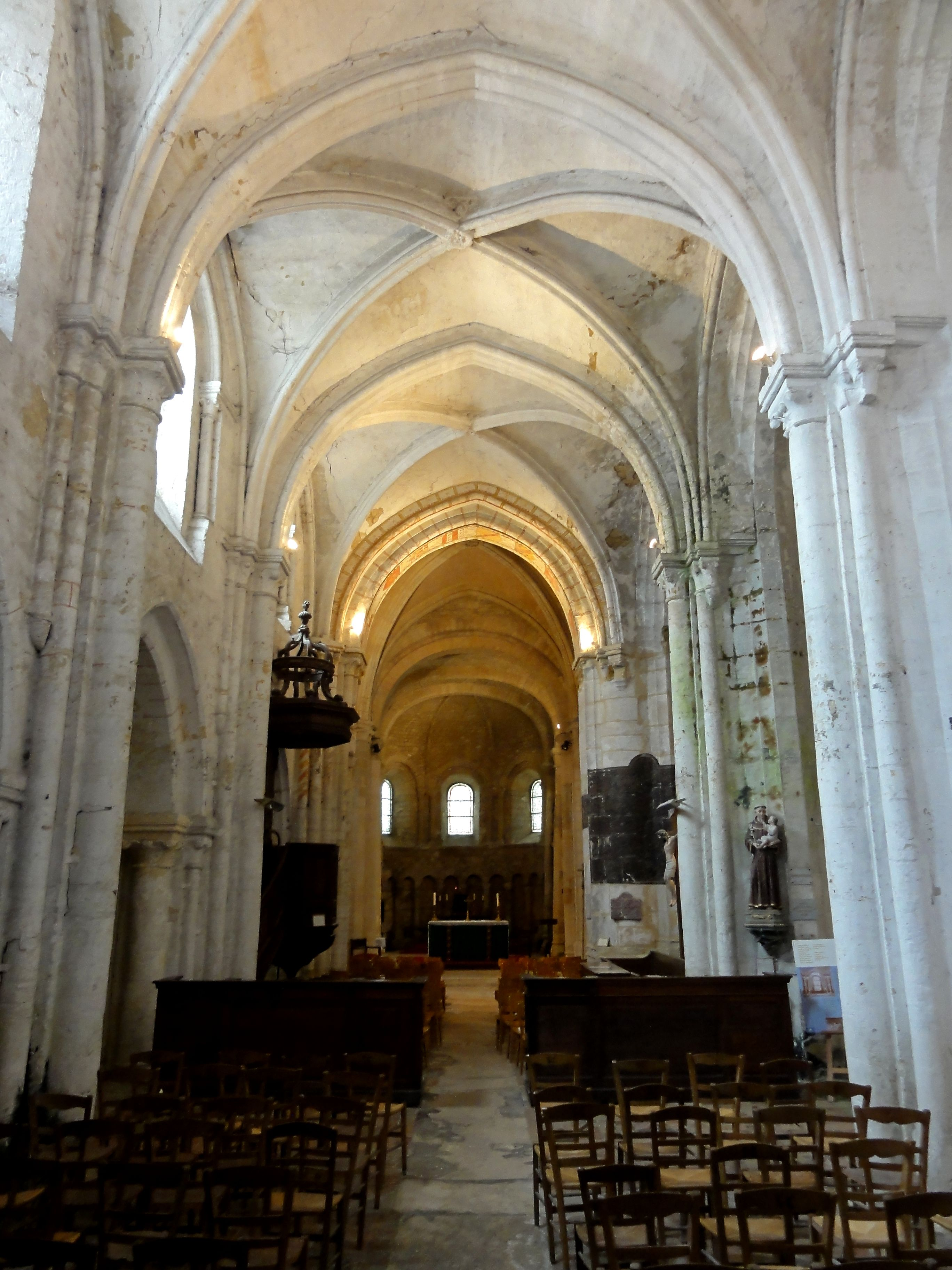
Nef de l'église.

- Ermitage de Saint-Clair, chemin de l'Ermitage / sente de l'Ermitage (inscrit monument historique en  1984[44])

Il ne s'agit pas d'un ermitage au sens propre du terme, mais d'un lieu empreint de symbolisme, invitant à méditer sur le martyre du saint local et à invoquer son secours. L'ermitage est implanté sur le Pré du Paradis, où saint Clair se serait réfugié après sa fuite, et où il aurait été martyrisé.
L'ensemble du terrain est ceint d'un mur, et cet enclos est subdivisé en un grand pré avec la fontaine miraculeuse d'une part, et un enclos intérieur avec une chapelle et un oratoire se faisant face d'autre part. Les deux disposent de portes sur l'extérieur : le premier sur le chemin de l'Ermitage, le second sur la sente de l'Ermitage.
Le mur et les piliers des portes dateraient de 1722. La fontaine sacrée du XVIIe siècle se situe au-dessous du niveau du sol et est accessible par quelques marches d'escalier.
Aujourd'hui tarie, la source était réputée guérir les maladies des yeux. Chaque 16 juillet, a lieu un pèlerinage nocturne, et ce n'est qu'à cette occasion que la statue de saint Clair est placée dans la niche dominant la fontaine.
La chapelle est une petite bâtisse de plan carré, rebâtie en 1884. La façade principale sud-ouest est en pierre de taille et comporte une porte et deux fenêtres de  plein cintre, ces dernières derrière des grilles en fer forgé. L'oratoire en face est plus ancien et représente la cellule de saint Clair, moine bénédictin. C'est un petit bâtiment dont le rez-de-chaussée est ouvert vers le nord-est. Il contient un sarcophage en pierre, sur lequel est placée une statue de saint Clair agenouillé, portant sa tête avec ses deux mains. Après sa mort, il aurait plongé sa tête dans la fontaine avant de la déposer dans sa cellule. Le pignon est orné de deux bas-reliefs, dont le plus grand représente la résurrection de Jésus. L'enclos intérieur est fermé au public.

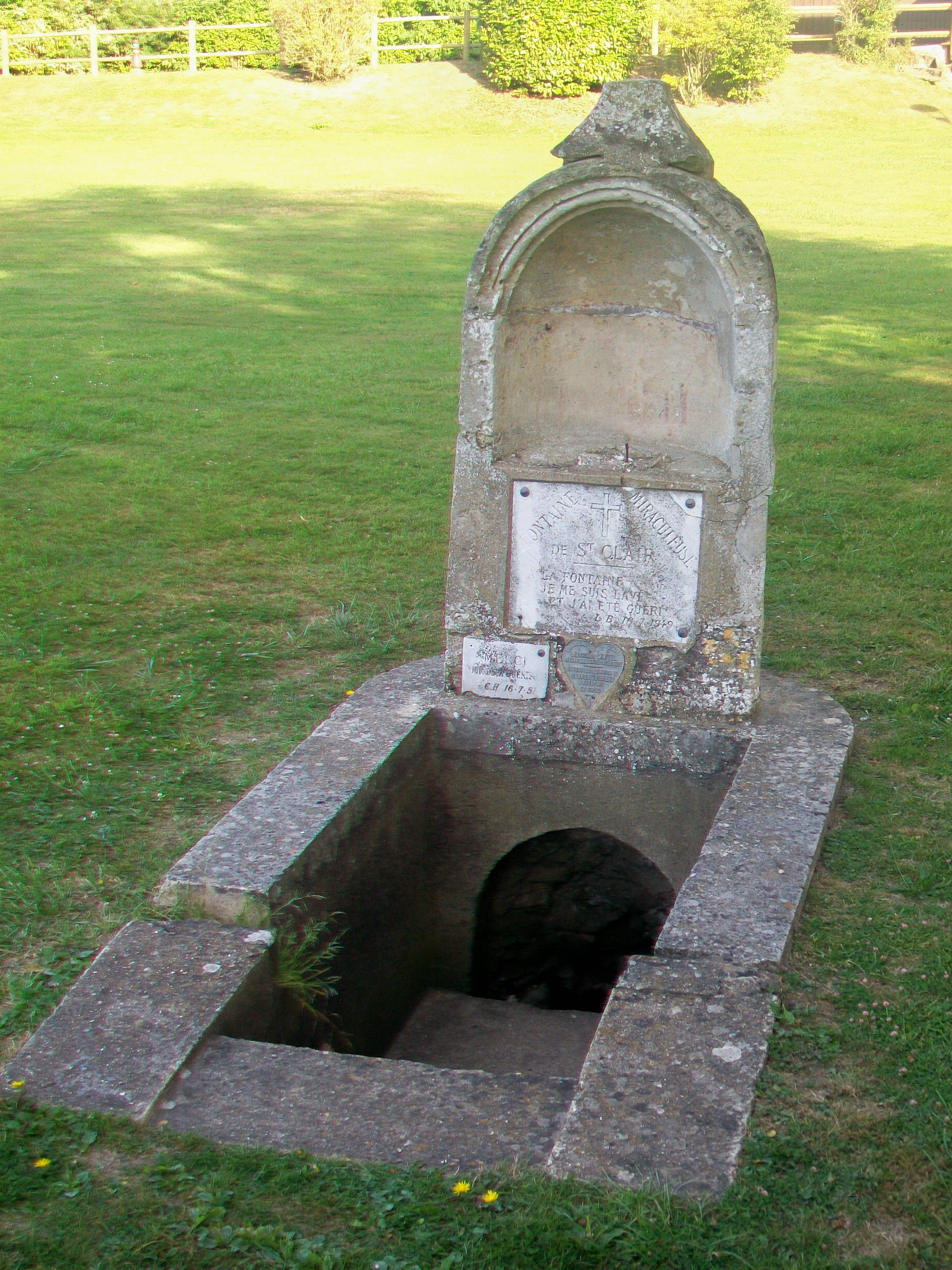
Fontaine miraculeuse.
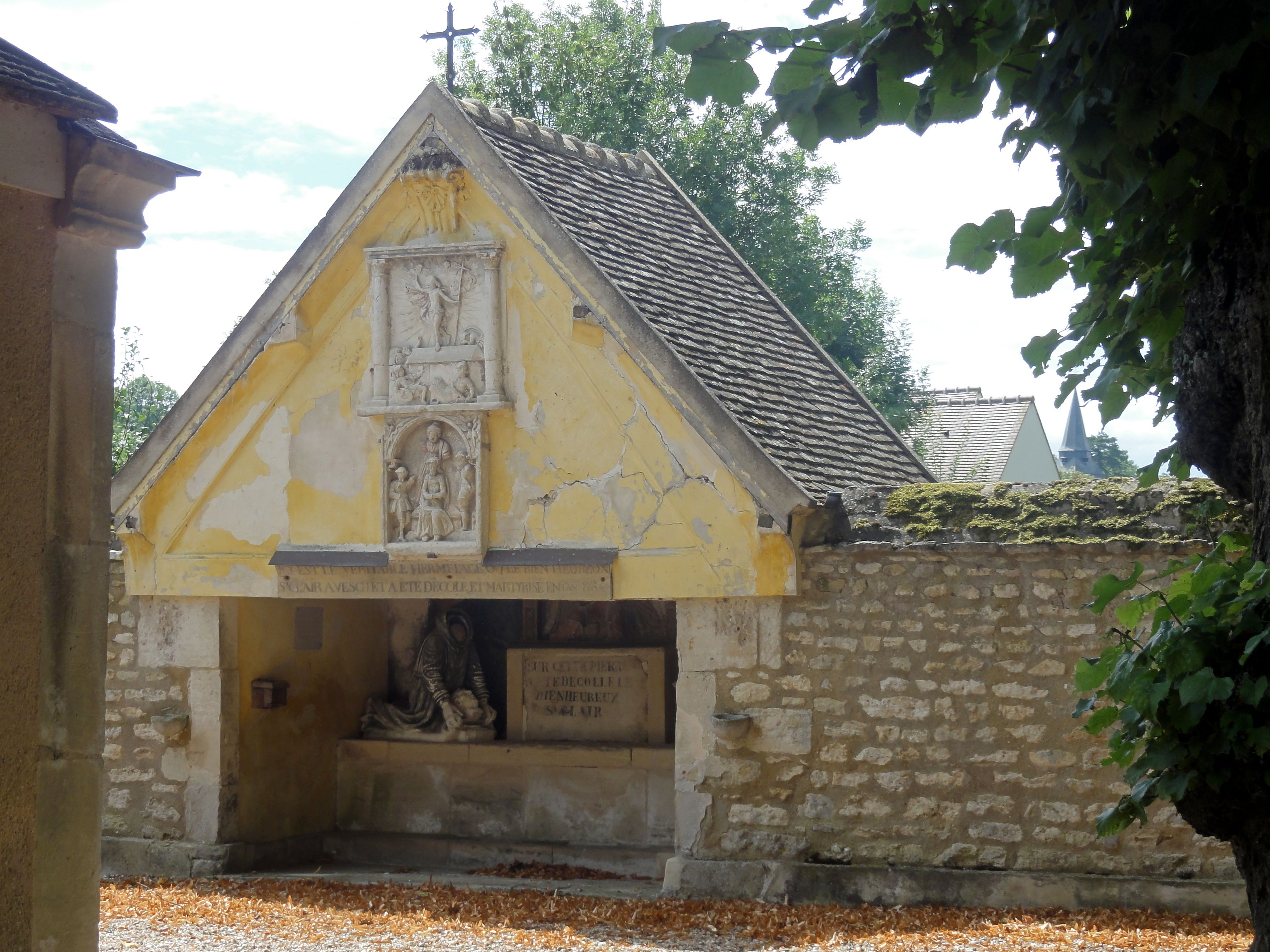
Oratoire de l'ermitage.
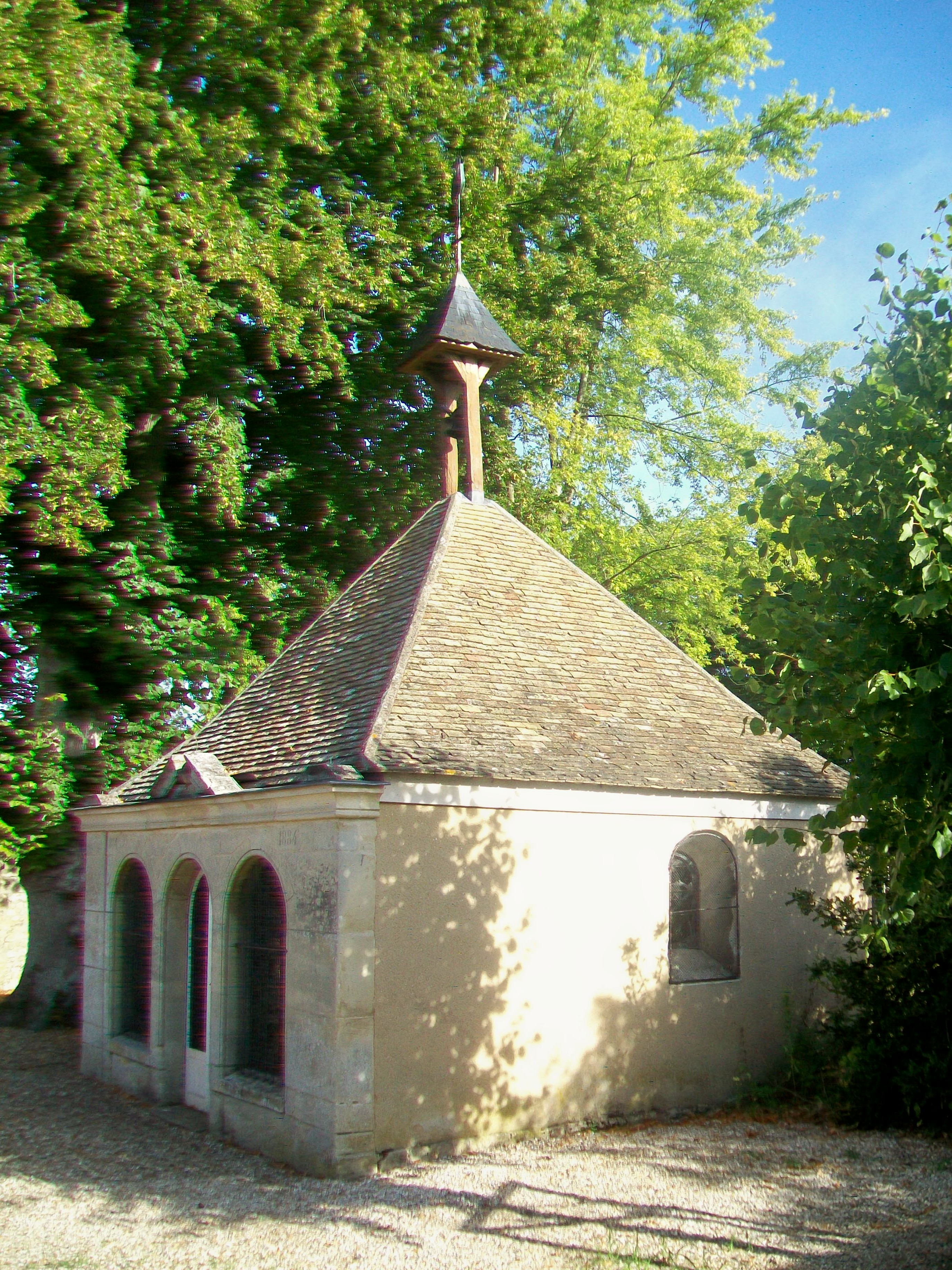
Chapelle de l'ermitage.

- L'allée couverte du Fayel, située juste sous le sommet de la colline qui borde l’Epte, dans le bois de Saint-Clair, près du hameau du Fayel. Paul Destouches décrit en 1919 une allée large de 3 m, longue de 17, et d’où il a retiré trente-neuf crânes[46].

- Ancien prieuré, 3 place Rollon

Sa fondation par des bénédictins remonterait à l'an 841. Dès le XIe siècle, le prieuré devient la propriété de l'abbaye Saint-Denis, important propriétaire terrien non seulement dans le Vexin français[pas clair]. L'abbaye exerce le droit de justice seigneuriale sur ses terres, comme n'importe quel autre seigneur laïc. Plus tard, le prieuré est cédé à l'abbaye de Bourgueil en Indre-et-Loire et fonctionne jusqu'à la Révolution française. Après sa vente comme bien national, il est reconverti en ferme.
En 1898, un grave incendie détruit partiellement les bâtiments, mais une importante substance architecturale médiévale s'est toutefois préservée. Sinon, le bâtiments datent des XVIe, XVIIIe et XIXe siècles.

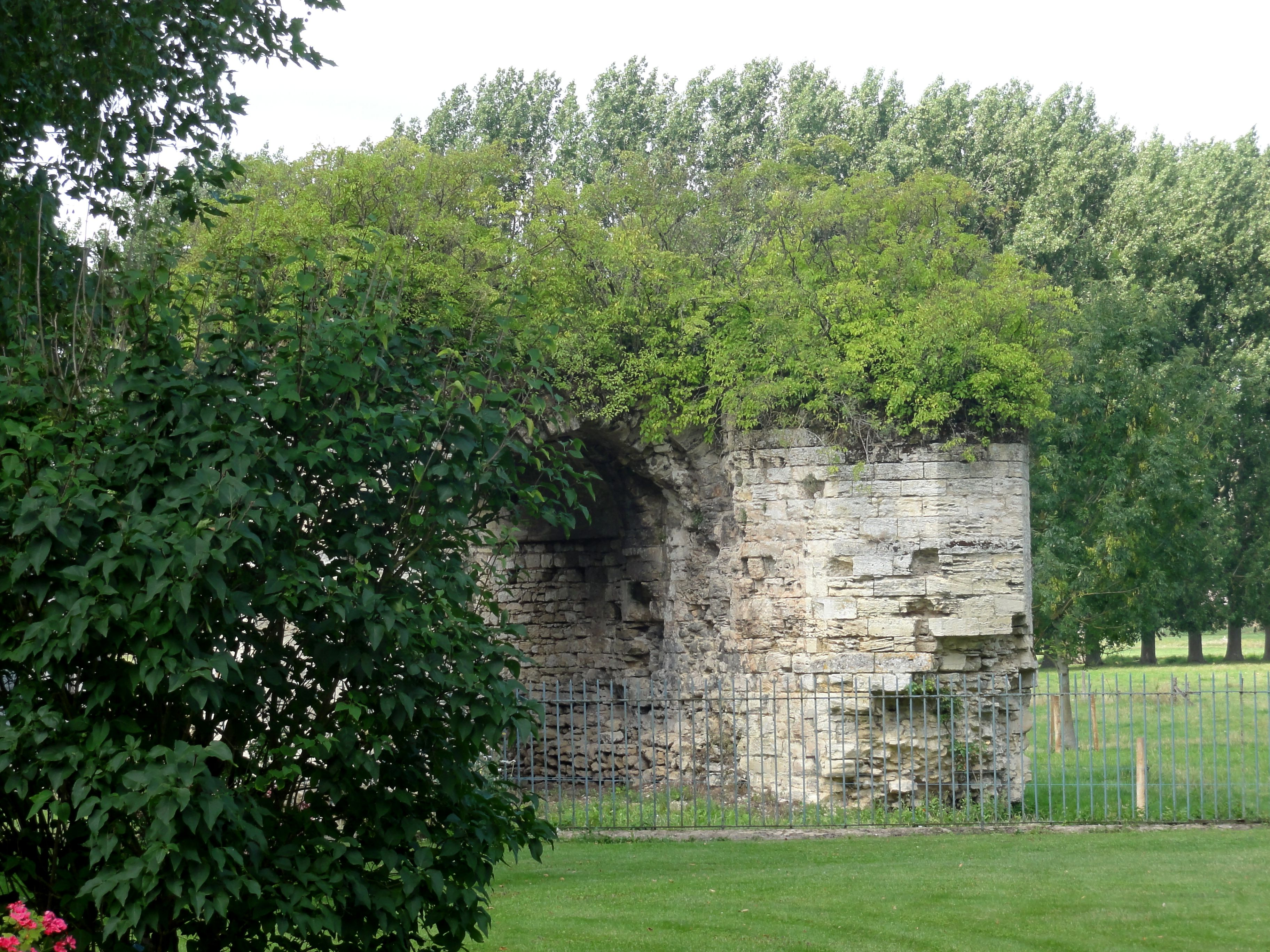
Ruines du château royal.

- Château fort

Vestiges du château fort, impasse du château, à l'ouest du bourg
De l'ancienne forteresse du XIe siècle, subsiste la base d'un donjon. Sa mission était de défendre l'Île-de-France contre les Anglais, et le château est effectivement assiégé par Henri Ier d'Angleterre en 1181, puis reconquis par Philippe Auguste, qui fait améliorer les fortifications et édifier un châtelet sur l'unique voie d'accès.
Les environs marécageux et le fossé alimenté en eau par l'Epte sont également censés protéger la forteresse. Trois puits et deux caves doivent assurer la survie des soldats en cas de siège. Le château-fort est finalement rasé en 1531.
- Ancienne hostellerie, 12 rue Rollon

Grande maison à colombages du XVIe siècle, avec un rez-de-chaussée en moellons, influencée par l'architecture normande. Située sur la grande route de Paris à Rouen, les voyageurs faisant halte y sont nombreux. L'ouverture de la ligne de chemin de fer de Paris à Rouen en 1843 signifie toutefois la ruine de l'établissement.
- Ancien moulin à eau, 36 rue Rouget-de-L'Isle

Minoterie du XIXe siècle établie à l'emplacement d'un moulin à eau bâti par les moines du prieuré au XIIIe siècle, sur un bras de l'Epte. La production de farine de blé était écoulé essentiellement à Paris.
- Manoir du Fayel, au hameau du même nom

Partie d'un ancien fief de la famille Le Mercier, le petit manoir du XVe siècle a vécu des remaniements, mais garde à deux de ses angles de pittoresques échauguettes en colombages. Jusqu'à un incendie en 1930, le domaine comportait également un moulin à corozo.

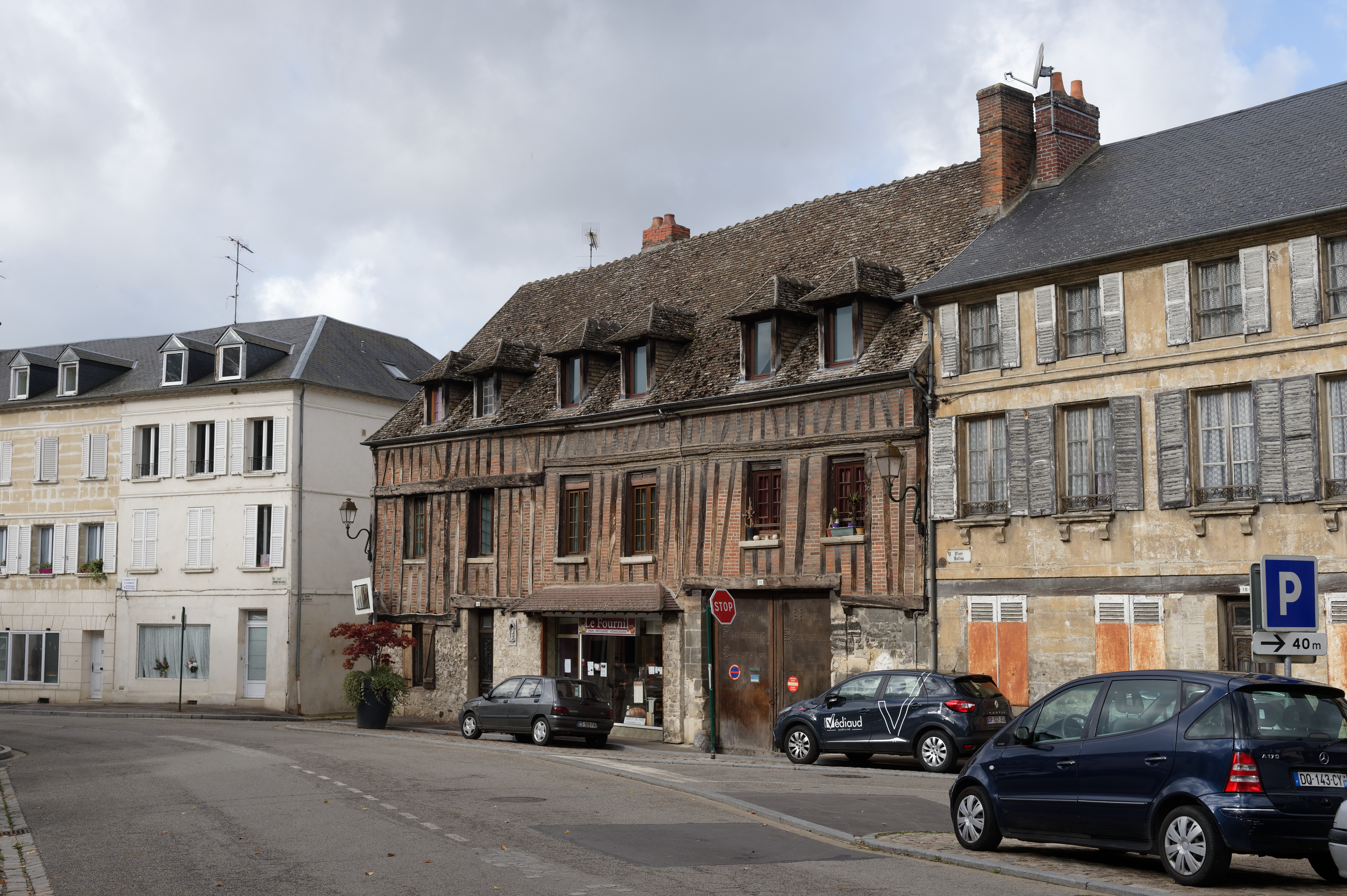
Place Rollon et ancienne hostellerie.
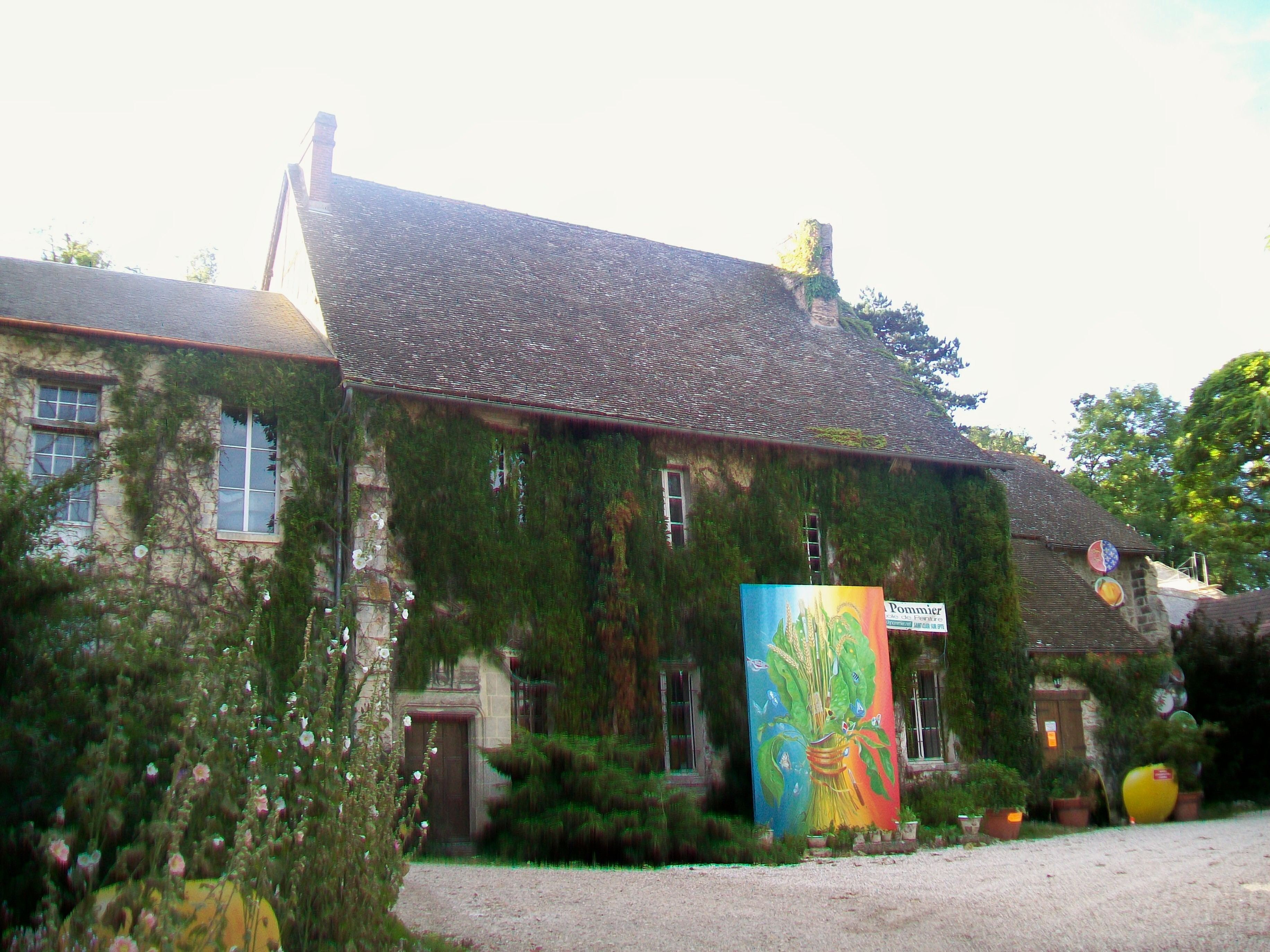
Corps de logis de l'ancien prieuré.
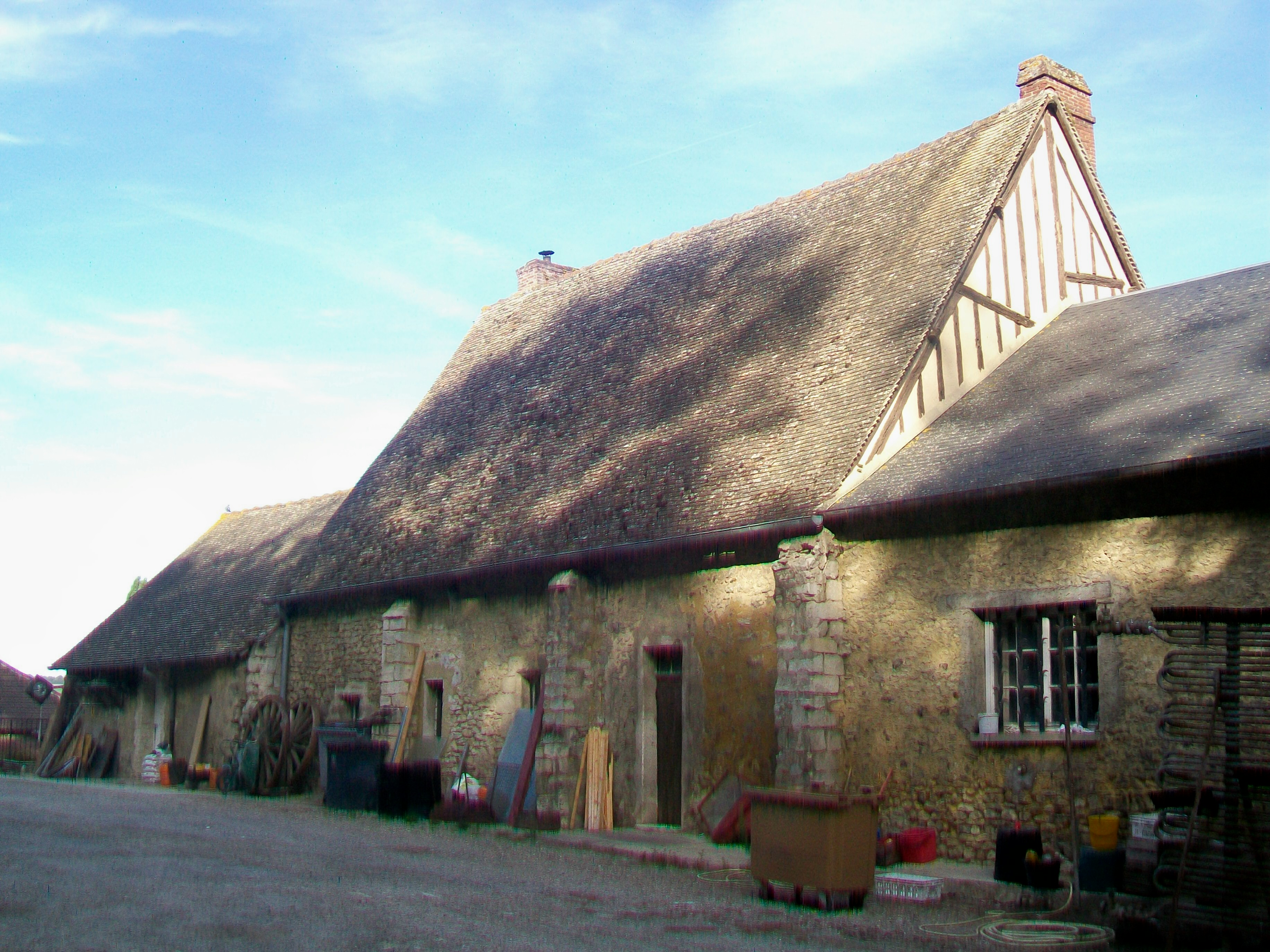
Bâtiments de l'ancien prieuré.
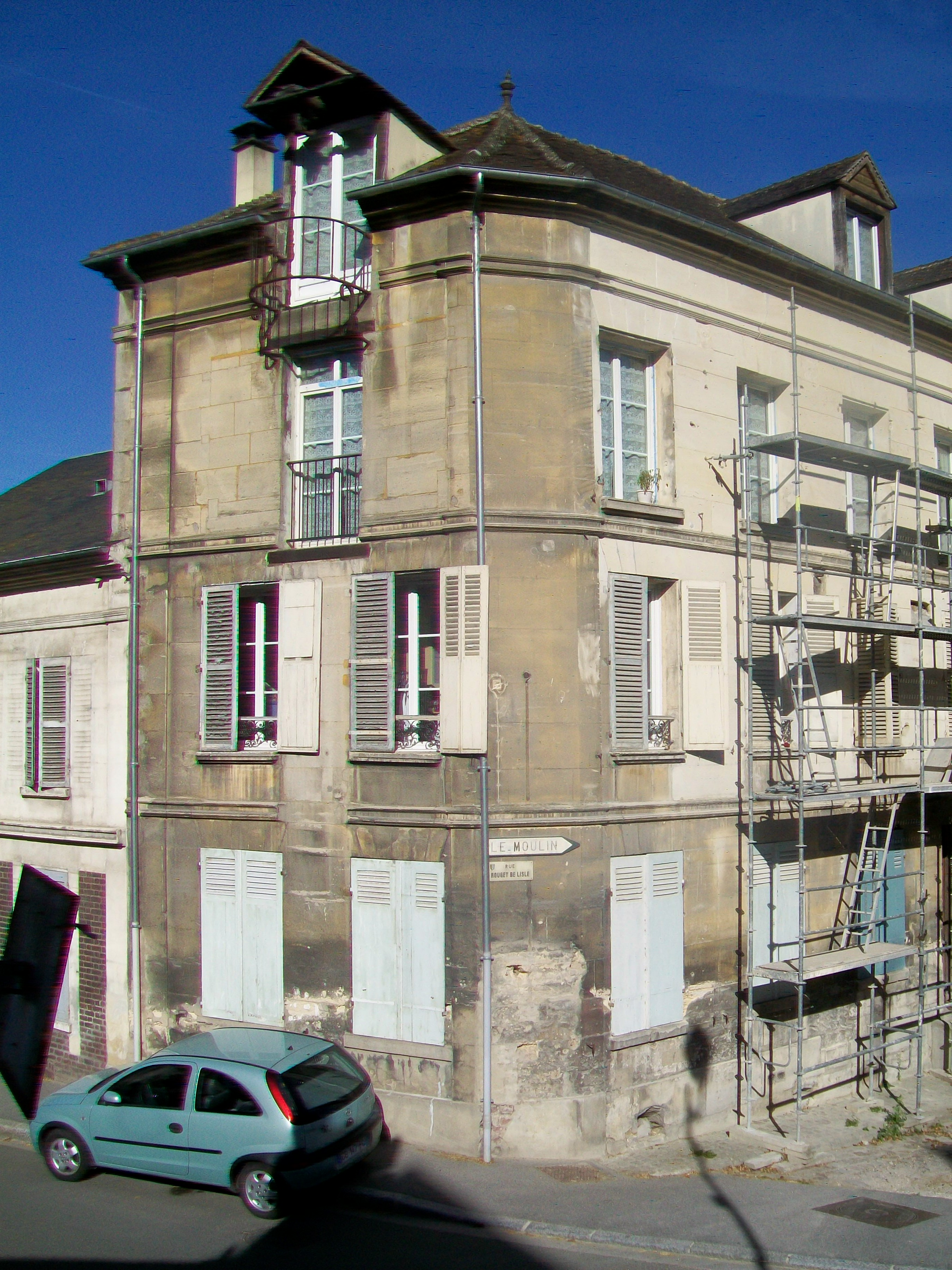
Ancien moulin, façade sur la rue.

- Château et ferme du Héloy, au hameau du même nom

Le petit château sobre du XVIIe et de la deuxième moitié du XVIIIe siècle a appartenu d'abord aux Broglie, puis aux Caylus. La marquise de Caylus est la nièce de Madame de Maintenon. L'alliance avec les Lignerac, seigneurs de Buhy, sous le règne de Louis XV, agrandit la prospérité de la famille. Le marquis de Caylus en profite pour ajouter les deux pavillons d'angle au château, qui ne compte que deux niveaux sur six travées chacun. La ferme, agrémenté de colombages, comporte de nombreuses dépendances, dont des écuries, une chapelle, un colombier et des abreuvoirs. Ces derniers ont la particularité d'être abrités dans la salle basse du corps de logis principal.
- Lavoir Saint-Clair, au hameau de Breuil

C'est l'un des rares lavoirs du XVIIIe siècle qui subsistent, mais il a été reconstruit au XIXe siècle.
Le bassin rectangulaire est accessible de deux côtés, et des murs ferment le lavoir sur trois côtés. Deux toits ayant conservé leur charpente ancienne protègent les emplacements dédiés aux lavandières. Ils descendent plus bas du côté du bassin, afin de protéger les lavandières des intempéries. Au-dessus du bassin, deux barres en bois servent à étendre le linge après le rinçage.

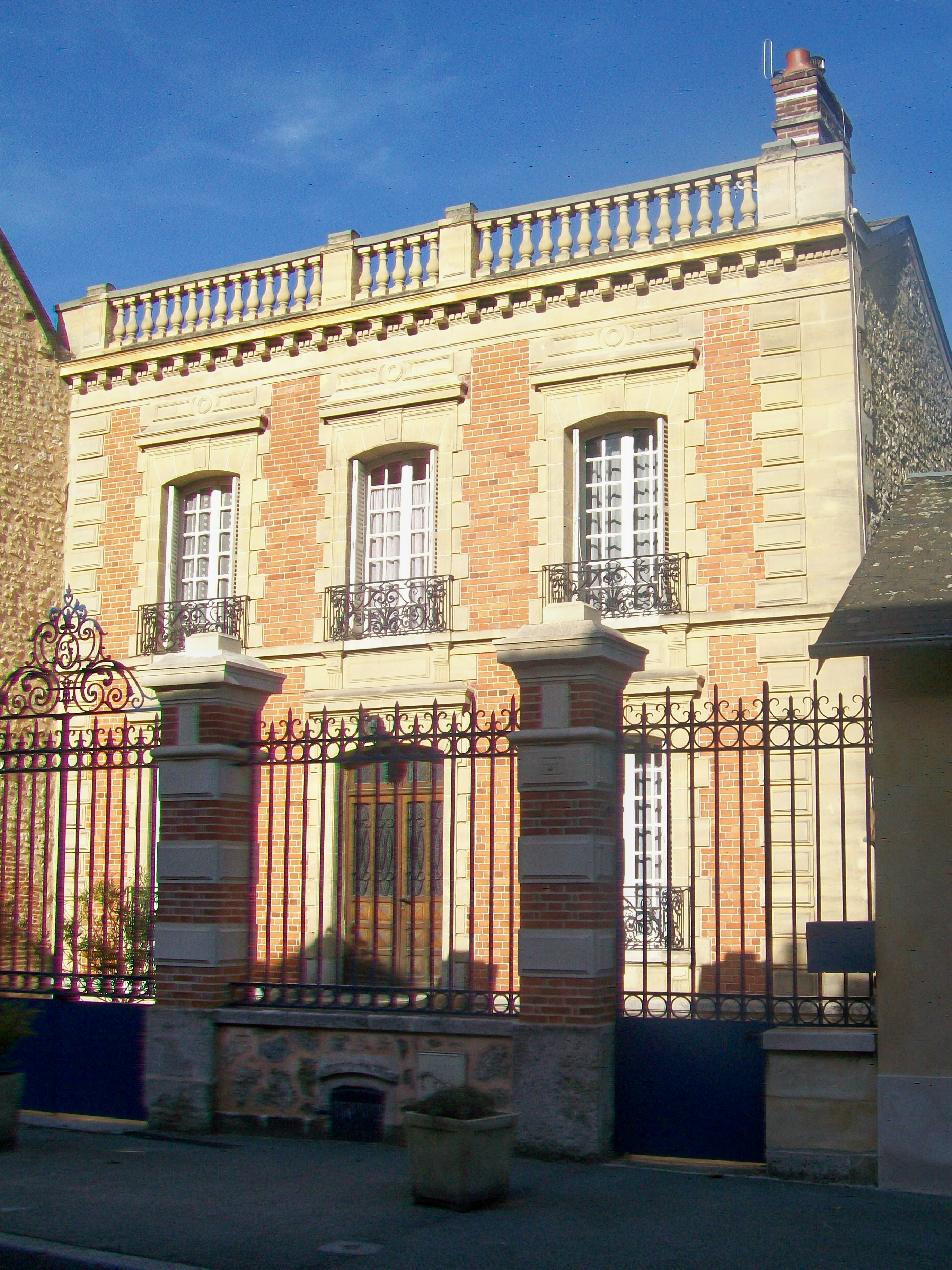
Hôtel particulier, rue Rouget-de-L'Isle.
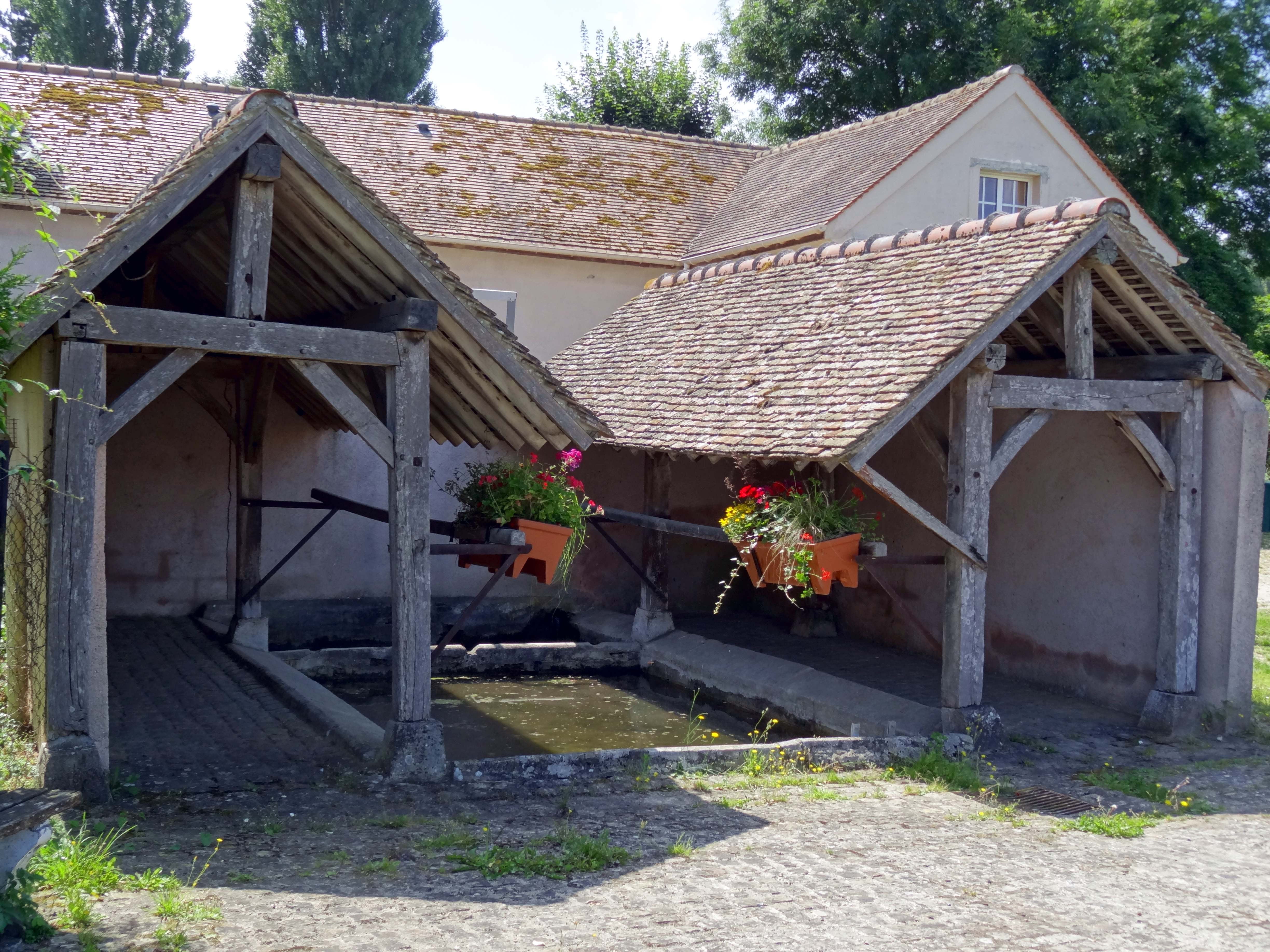
Lavoir au hameau de Breuil.

Le sentier de randonnée dénommé « la Voie verte » traverse la commune, ainis qu'un chemin de promenade PR.

### Personnalités liées à la commune
- Clair du Beauvaisis (845-884), prêtre bénédictin, apôtre en Normandie et martyr de la chasteté dans le Beauvaisis, y a été décapité en 884.
- Jean-Baptiste Dumouchel (1748-1820), curé rouge, ecclésiastique séculier, recteur de l'Université de Paris puis évêque constitutionnel du Gard, député du clergé aux États généraux de 1789 puis député à l'Assemblée constituante de 1789.
- Béatrix Beck (1914-2008), écrivaine française d'origine belge, y vivait et y est décédée.
- Marcel Bucard (1895-1946), héros de la première guerre mondiale, homme politique fasciste français, y est né. Collaborateur pendant la Seconde Guerre mondiale, il est fusillé en 1946.
- David Ossipovitch Widhopff (1867-1933), peintre, affichiste, illustrateur et caricaturiste français d'origine ukrainienne, y est décédé.

### Héraldique
| Blason de Saint-Clair-sur-Epte | Blason  | Parti : au premier de gueules aux deux léopards d'or, l'un sur l'autre, au second aussi d'azur semé de fleurs de lys d'or ; à la vergette ondée d'argent brochant sur la partition. |
| Blason de Saint-Clair-sur-Epte | Détails | Le ruban argenté symbolise l'Epte, qui sépare la Normandie à gauche de l'Île-de-France à droite, dont les armes sont chacune représentées. Les deux léopards d'or rappellent les armoiries de la Normandie ; les fleurs de lys, celles des rois de France. Le statut officiel du blason reste à déterminer. |